# Nokia Pure
Nokia Pure — це шрифт, розроблений компанією Dalton Maag для Nokia. Він був розроблений для використання в цифрових медіа, у пристроях Nokia та мобільних середовищах. Це був основний шрифт компанії з моменту його появи. Його дизайнери включають Вінсента Коннаре, творця класичного шрифту Comic Sans.
Шрифт був розроблений для підтримки латинської, кириличної, грецької, арабської, івриту, деванагарі та тайської писемності, коли була випущена в 2011 році, і розширена для підтримки вірменської, ефіопської, малаяламської, тамільської, каннада, телугу, гурмухі, гуджараті, бенгальської, сингальська, кхмерська, китайська та клінгонська до 2013 року Шрифт Nokia Pure включає звичайні, світлі та жирні шрифти, які також були розроблені для забезпечення високоякісного відтворення зображення на дисплеях.
Шрифт було представлено на виставці «Nokia Pure Exhibition» за участю художників, спонсорованих розробкою плакатів із використанням цього шрифту. 

## Використання

Логотип Nokia X із використанням шрифту Nokia Pure – «Nokia» тут виділено жирним шрифтом, а «X» — світлим.

Порівняння Nokia Sans і Nokia Pure, обидві у звичайній формі

Шрифт був вперше представлений 28 березня 2011 року. Він замінив шрифт Nokia Sans, який був розроблений Еріком Шпікерманном і використовувався з 2002 року. Перша помітна поява Nokia Pure була на смартфоні N9. Nokia Pure версія слогану Connecting People використовувалася в 2011 році
Pure використовувався для реклами флагманської серії Lumia, але його не було в програмному забезпеченні, оскільки пристрої працювали під управлінням Windows Phone, яка використовує шрифт Segoe від Microsoft. На смартфонах Symbian Pure був доступний в оновленнях програмного забезпечення в 2011 році, однак шрифт Nokia Sans все ще був типовим шрифтом навіть після оновлень Anna та Belle наступного року. Nokia Sans також продовжувала використовуватися для пристроїв Series 40 до останнього випуску пристрою на платформі в 2013 році.
Nokia Pure також використовується компанією Microsoft Mobile та HMD Global у програмному забезпеченні своїх телефонів під брендом Nokia, включаючи Series 30+ і колишні програмні платформи Nokia X і Asha.

## Дизайни року 2012
12 січня 2012 року було оголошено, що Nokia Pure була номінована на нагороду Design Museum Designs of the Year 2012 у категорії «Графіка». Він став переможцем у категорії «Графіка». Шрифт Nokia Pure став частиною виставки Designs of the Year 2012, яка тривала з 8 лютого по 4 липня 2012 року.

## Дивіться також
- Nokia Sans
- Segoe

## Зовнішні посилання
- Nokia Pure, Dalton Maag

1. ↑  Duncan, Clinton. Nokia's New Brand Typeface. Under Consideration. Brand New. Процитовано 24 квітня 2011.

Шаблон:Nokia